# Fors församling, Strängnäs stift
Fors församling var en församling i Strängnäs stift och i Eskilstuna kommun i Södermanlands län. Församlingen uppgick 1931 i Eskilstuna Fors församling. 

## Administrativ historik
Fors församling har medeltida ursprung. 1659 utbröts Eskilstuna stadsförsamling.
Församlingen var från 1659 till 1931 annexförsamling i pastoratet Eskilstuna stadsförsamling, Fors och Kloster. Församlingen uppgick 1931 i Eskilstuna Fors församling.

## Kyrkoherdar
| Ämbetstid | Namn                           | Levnadstid | Övrigt |
| --------- | ------------------------------ | ---------- | ------ |
| 1307      | Assar                          |            |        |
| 1318      | Michael                        |            |        |
| 1430      | Jacob                          |            |        |
| 1445–1456 | Johan                          |            |        |
| 1504      | Per Hansson                    |            |        |
|           | Abraham Kule                   |            |        |
|           | Johannes Olai                  |            |        |
| 1576      | Olaus Petri                    |            |        |
| 1587      | Ericus Andreae                 |            |        |
| 1589–1593 | Olaus Amundi                   |            |        |
| 1609–1643 | Siggo Christophori             | –1643      |        |
| 1643–1659 | Christophorus Siggesson (Bure) | 1590–1661  |        |

## Kyrkor
Som församlingskyrka användes Fors kyrka som efter 1659 låg i stadsförsamlingen inte denna församling.